# 王嶋環
王嶋 環（おうじま たまき、11月30日 - ）は、日本の漫画家。兵庫県出身。女性。親和中学校・親和女子高等学校、京都市立芸術大学美術学部卒業。夫は小坂俊史。

## 人物
漫画家と他の仕事を兼業していたが、2013年4月より会社を辞めて専業漫画描きとなった。同人誌活動も積極的に行っており、同人誌では欧文廉二（おうぶん れんじ→オーブンレンジという意味）名義で執筆することが多い。
エッセイ漫画『腐道〜本日のタマキさん〜』にて、腐女子で漫画やアニメ、ボーイズラブ（キャラの年齢を問わず）などが大好きで、数千冊の漫画を所持していることを告白している。
自身のホームページでの記述によると、「環」は本名で、小学生からの愛称は「たまきん」。
商業関係は全てギャグ漫画で、同人誌、ホームページで公開してる漫画などもギャグ漫画が多いが、「いじめによる自殺」などをテーマにしたシリアスものも執筆する。
阪神タイガースのファン。

## 作品リスト
- オトメシュラン（芳文社、まんがタイムオリジナル：2011年4月号 - 2014年8月号）全3巻
- 紫乃先生〆切前!（芳文社、まんがホーム：2009年10月号 - 11月号ゲスト、2010年1月号 - 2012年5月号）全2巻、※2011年1月号より『紫乃先生マル美録』から左記に改題
- 時間がない!!（芳文社、まんがタイムオリジナル：2008年1月号 - 2月号ゲスト、2008年7月号 - 2010年12月号）※『ラブ30』を改題
- 腐道〜本日のタマキさん〜（芳文社、まんがタイムWeb：2008年9月26日 - 2009年10月26日、月1話更新）
- 夢からさめても（双葉社、まんがタウン：2011年10月号ゲスト、2012年6月号 - 2016年6月号）全3巻
- たよスポ!（芳文社、まんがタイムオリジナル、2014年9月号 - 2015年9月号ゲスト、2015年10月号 - 2017年3月号）全2巻
- お前も阪神ファンにしてやろうか（太田出版、ぽこぽこ→Ohta Web Comic、2015年5月 - 2017年1月、不定期更新）
- パンくうむすめKOBE（まんがライフセレクション「ラーメン大好き小泉さん」スペシャル（まんがライフオリジナル2015年8月増刊号）描き下ろし）
- ごほうびおひとり鮨（集英社、原作：早川光、ふんわりジャンプ：2016年6月23日 - 、月2回更新）全5巻
- おるすばんごはん（ぶんか社、comicタント：Vol.1 - Vol.8）[3]
- なんもわからん双子育児（ebookjapan、ebookjapanコミックス、2023年1月26日 - ）既刊1巻